# Scudderia paronae
Scudderia paronae är en insektsart som beskrevs av Griffini 1896. Scudderia paronae ingår i släktet Scudderia och familjen vårtbitare. Inga underarter finns listade i Catalogue of Life.